# Мале Залюбище
Мале Залюбище (рос. Малое Залюбище) — присілок Велізького району Смоленської області Росії. Входить до складу Погорєльського сільського поселення.
Населення — 10 осіб (2007 рік). 